# Курманович, Виктор Иосифович
Ви́ктор Ио́сифович Курмано́вич (укр. Віктор Йосипович Курманович; 26 ноября 1876, с. Великая Ольшаница, Галиция, Австро-Венгрия — 18 октября 1945, Одесса, УССР, СССР) — австро-венгерский и украинский военный, государственный и общественный деятель, деятельность которого была связана с УНР, ЗУНР и Карпатской Украиной. Генерал Украинской Галицкой армии.

## Биография

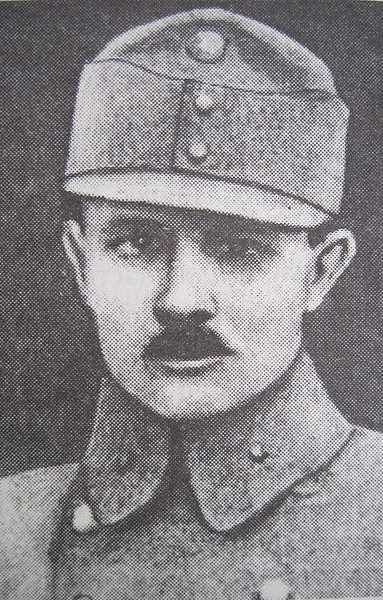
Генерал УГА Курманович в молодости

Родился в селе Великая Ольшаница. Он стал последним из семерых детей грекокатолического священника Иосифа Курмановича и его супруги. Коротко до рождения Виктора его отец был арестован в связи с отказом принять православие, насаждавшееся российскими властями на Холмщине, и более полугода провёл в брестской тюрьме. Его жена и дети перебрались в Сокаль, в Галицию. Сумев освободиться из тюрьмы, сюда впоследствии прибыл и отец Курмановича. Оставив духовную службу, спустя несколько лет он устроился частным учителем в селе Ольшаница неподалёку от Золочева, однако позже получил приход в селе Новосёлки.
Курманович получил образование в гимназии. После окончания пятого класса он поступил в кадетскую школу во Львове, а потом поступил в военную академию. К началу Первой мировой войны он находился в австрийском генеральном штабе в звании капитана. Он был одним из немногих австрийских высших офицеров, открыто говоривших о своей украинской национальности в период наибольших преследований украинцев в Австро-Венгрии. Начало войны застало его в Российской империи, где Курманович выполнял функции военного наблюдателя.
В составе австро-венгерских войск Курманович участвовал в боях на Буковине и попал в российский плен, однако вскоре был отпущен взамен на освобождение пленного российского офицера со стороны Австро-Венгрии и переведён на Итальянский фронт, где с успехом предпринимал наступательные действия против итальянцев. Исполнительный и коммуникабельный, он пользовался популярностью не только в кругу офицеров и генералов, но и простых солдат, в том числе украинцев. Зачастую солдаты обращались с жалобами на низших офицеров сразу Курмановичу, и он всегда защищал их интересы.

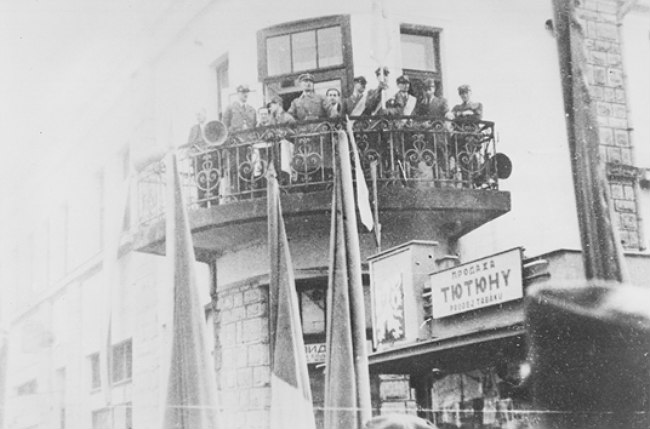
Виктор Курманович во время проведения II краевого съезда Карпатской Сечи в Хусте 19 февраля 1939

После завершения Первой мировой войны и Распада Австро-Венгрии Курманович прибыл в Тернополь, где на тот момент находилась ставка военного министра Западно-Украинской Народной Республики, которая вела войну с Польшей. Здесь он был назначен командующим частями Украинской Галицкой армии, которые участвовали в боях в южной части польско-украинского фронта. 13 февраля 1919 года Курманович был назначен на пост главы штаба вооружённых сил ЗУНР.
После того, как в 1920 году УГА перестала существовать, Курманович поселился в Закарпатье. Вплоть до окончания Второй мировой войны он поддерживал активное сотрудничество с ОУН(б)-УПА и дивизией СС «Галичина». В 1939 году, когда на территории Закарпатья была провозглашена кратковременно существовавшая республика Карпатская Украина, Курманович принимал непосредственное участие в её организации.
После присоединения Закарпатья к СССР Курманович был 17 мая 1945 года арестован сотрудниками советских спецслужб за причастность к созданию дивизии СС «Галичина» и агитацию за вступление в неё и переправлен в одесскую тюрьму, где умер 18 октября 1945 года в тюремной больнице № 18 г. Одессы от артериосклероза, миокардиострофии и общей дряхлости. Постановлением Особого совещания при НКВД СССР от 23 марта 1946 года предыдущее постановление от 12 ноября 1945 года, осуждавшее его по ст. 58-2 и 58-11 УК РСФСР на 10 лет исправительно-трудовых лагерей, отменено за смертью обвиняемого. Заключением Главной военной прокуратуры РФ от 23 ноября 2001 года в реабилитации ему отказано.
Именем Курмановича с 1992 года названа улица во Львове.